# Katja Holanti
Katja Minna Marita Holanti (Vehkalahti, 5 aprile 1974) è un'ex biatleta finlandese.

## Biografia
Nata a Vehkalahti, comune in seguito accorpato a Hamina, in Coppa del Mondo ottenne il primo risultato di rilievo il 4 marzo 1993 a Lillehammer (19ª), il primo podio il 28 febbraio 1999 a Lake Placid (3ª) e l'unica vittoria il 21 dicembre 2001 a Osrblie.
In carriera prese parte a tre edizioni dei Giochi olimpici invernali, Lillehammer 1994 (56ª nell'individuale, 10ª nella staffetta), Nagano 1998 (46ª nella sprint, 45ª nell'individuale) e Salt Lake City 2002 (52ª nella sprint, 46ª nell'inseguimento, 13ª nell'individuale, 12ª nella staffetta), e a sette dei Campionati mondiali, vincendo una medaglia.

## Palmarès

### Mondiali
- 1 medaglia:
  - 1 bronzo (staffetta[2] a Pokljuka/Hochfilzen 1998)

### Coppa del Mondo
- Miglior piazzamento in classifica generale: 20ª nel 2002
- 3 podi (2 individuali, 1 a squadre[1]), oltre a quello ottenuto in sede iridata e valido anche ai fini della Coppa del Mondo:
  - 1 vittoria (individuale)
  - 2 terzi posti (1 individuale, 1 a squadre)

#### Coppa del Mondo - vittorie
| Data             | Località | Nazione    | Spec. |
| ---------------- | -------- | ---------- | ----- |
| 21 dicembre 2001 | Osrblie  | Slovacchia | SP    |

Legenda:

SP = sprint